# Vila do Porto
Vila do Porto est une ville située sur l'île de Santa Maria aux Açores.

## Géographie
- Localisation :
  - Latitude : 37,71667 (37°41') N
  - Longitude : 25,433 (25°26') O
- Altitude : 10 m (36 ft)

Vila do Porto dispose d'une école, d'un lycée, d'un gymnase, de banques, d'un petit port et place (praça).
| Paroisse       | Population | Superficie         | Densité   | Altitude         | Location                              |
| -------------- | ---------- | ------------------ | --------- | ---------------- | ------------------------------------- |
| Almagreira     | 599        | 10,58 km2/1 058 ha | 50.8/km²  | 109 m            | 36.9667 (36°58') N 25.11667 (25°7') W |
| Santa Bárbara  | 405        | 15,42 km2/1 542 ha | 31.3/km²  | -                | 36 N 25 W                             |
| Santo Espírito | 588        | 26,65 km2/2 665 ha | 27.1/km²  | 80 m             | 36.95 (36°57') N 25.05 (25°3') W      |
| São Pedro      | 841        | 18,49 km2/1 849 ha | 45.5/km²  | 23 m             | 36 N 25 W                             |
| Vila do Porto  | 3 119      | 26,04 km2/2 604 ha | 115.1/km² | Océan Atlantique | 36.933 (37°56') N 25.15 (25°9') W     |

## Quartiers
| Quartiere             | Latitude | Longitude | Altitude         |
| --------------------- | -------- | --------- | ---------------- |
| Almagrinha            | 36°57' N | 25°4' W   | 273 m            |
| Feteiras de São Pedro | 37° N    | 25°10' W  | 149 m            |
| Feteirinha            | 36°57' N | 25°3' W   | Océan Atlantique |
| Norte                 | 37° N    | 25°5' E   | Océan Atlantique |